# Awtomotor Charków
Awtomotor Charków (ukr. Футбольний клуб «Автомотор» Харків, Futbolnyj Kłub "Awtomotor" Charkiw) – ukraiński klub piłkarski z siedzibą w Charkowie.

## Historia
Chronologia nazw:
- ????—...: Awtomotor Charków (ukr. «Автомотор» Харків)

Piłkarska drużyna Awtomotor została założona w mieście Charków.
W 1938 zespół startował w rozgrywkach Pucharu ZSRR.
Również występował w rozgrywkach lokalnych.

## Inne
- Metalist Charków